# Doselle Young
Pour les articles homonymes, voir Young.
Doselle Young est un auteur et scénariste de bande dessinée de science-fiction américain et il contribue à des anthologies aussi bien de prose que de bande dessinée.

## Biographie
Doselle Young est un auteur, scénariste et romancier graphique basé à Los Angeles. Il a écrit des histoires pour des personnages emblématiques de DC Comics, tels que Superman, Wonder Woman et The Authority. Il est l'auteur d'une série limitée de douze numéros de The Monarchy (en)(DC/Wildstorm) et a également contribué à des histoires parues dans des anthologies de DC Vertigo acclamées par la critique : Gangland, Heartthrobs et Strange Adventures.
Au cours des dernières années, Doselle Young a partagé sa créativité entre les comics, la fiction et un travail de consultant en narration. Son conte Housework , inspiré d'un pulp, apparaît dans l'anthologie de science-fiction/super-héros The Darker Mask (Tor, août 2008), tandis que son œuvre Raymond Chandler Slept Here, d'inspiration polar, paraît dans la série Sun Diego Noir (Akashic Books, juillet 2011). Doselle est l'auteur/créateur de la série de bandes dessinées Perilous et souvent panelliste dans des conventions de science-fiction et de bandes dessinées, dont la ConFusion, PenguiCon, WisCON, San Diego Comic Con, World Con, la World Fantasy Convention et LosCon. Il est apparu comme un blogueur invité par l'auteure Justine Larbalestier sur son blog JustineLarbalestier.com. Membre du mouvement des brights, Doselle est un athée et un ardent défenseur d'un point de vue naturaliste fondé sur l'observation scientifique.

## Publications
Young a écrit pour Tor Books,Vertigo de DC Comics et Wildstorm Productions .

### Comics
- Wonder Woman Annual vol. 2 #8, (1999)*
- Star Trek: Voyager - Avalon Rising  (avec comme co-auteur Janine Ellen Young et l'artiste David Roach, roman graphique, Wildstorm, septembre 2000)
- The Monarchy (illustré par John McCrea et Garry Leach, Warren Pleece et Dean Ormston Wildstorm, avril 2001 - mai 2002)
- Perilous janvier, 2011.

### Anthologies de bandes dessinées
- "Your Special Day", dans Gangland #1 illustré par Frank Quitely.
- "Jericho", dans Heartthrobs illustré par Tony Salmons.
- "Driving Miss 134", dans Strange Adventures illustré par Ilya.
- "Upon Reflection", dans "Creepy Comics" illustré par Dean Ormston.

### Anthologie de prose
- "Housework", dans The Darker Mask (Tor Books, 2008), illustré par Brian Hurtt.
- "Raymond Chandler Slept Here","San Diego Noir" (Akashic Book, 2011).